# Dispositionsmaxime
Die Dispositionsmaxime (auch: Verfügungsgrundsatz) ist ein Verfahrensgrundsatz (Prozessmaxime) im Zivilprozess. Sie besagt, dass das Verfahren, nach dem ein zivilrechtlicher Rechtsstreit vor Gericht ausgetragen wird, grundsätzlich durch die Parteien beherrscht wird. Die Dispositionsmaxime ist ebenso wie der materiell-rechtliche Grundsatz der Vertragsfreiheit – dessen prozessuales Pendant sie bildet – Ausdruck des allgemeinen Prinzips der Privatautonomie.

## Zivilprozess
Aufgrund des Dispositionsprinzips kann das Zivilgericht in einer zivilrechtlichen Streitsache nicht aus eigenem Entschluss heraus von Amts wegen tätig werden, vielmehr bleibt es dem Kläger überlassen, überhaupt Klage zu erheben (§ 253 Abs. 1 ZPO) und den rechtlichen Streit auf diese Weise gerichtlich anhängig zu machen („Wo kein Kläger, da kein Richter“ – nullo actore nullus iudex).
Es bleibt der Klagepartei auch überlassen, den Verfahrensgegenstand zu bestimmen (§ 253 Abs. 2 Nr. 2, § 263  ZPO).
Schließlich kann die Klägerseite das Verfahren ohne richterliche oder behördliche Zustimmung durch Klagerücknahme oder Verzicht auf den geltend gemachten Anspruch wieder beenden (§ 269, § 306 ZPO). Die beklagte Partei kann sich durch Anerkenntnis (§ 307 ZPO) den Ansprüchen des Klägers unterwerfen und erspart dem Gericht damit eine weitere Untersuchung des Falls. Auch hier hat sich das Gericht an die Parteierklärungen zu halten und darf nicht auf eigene Initiative weitere Nachforschungen anstellen oder eine andere Entscheidung fällen. Es darf keiner Partei etwas zusprechen, was diese gar nicht beantragt hat (lat. „ne ultra petita“, § 308 ZPO). Die Parteien können das Verfahren auch durch eine Erledigterklärung (§ 91a ZPO) oder einen Prozessvergleich beenden. 
Über § 46 Abs. 2 ArbGG gelten diese Grundsätze auch im arbeitsgerichtlichen Urteilsverfahren.

## Verwaltungsprozess
In der deutschen Verwaltungsgerichtsordnung gilt der Dispositionsgrundsatz ebenfalls. Das Gericht darf über das Klagebegehren nicht hinausgehen, ist jedoch an die Fassung der Anträge nicht gebunden (§ 88 VwGO). Zudem besteht die Möglichkeit der Klagerücknahme (§ 92 VwGO), der Klageänderung (§ 91 VwGO) und des Vergleichs (§ 106 VwGO). Berufung und Revision können bis zur Rechtskraft des Urteils zurückgenommen werden (§ 126, § 140 VwGO). Auf die Berufung kann auch verzichtet werden (§ 127 Abs. 2 VwGO).

## Strafprozess
Gegensatz der Dispositionsmaxime ist die im kontinentaleuropäischen Strafprozessrecht maßgebliche Offizialmaxime, nach der die Staatsanwaltschaft zur  Erhebung der öffentlichen Klage berufen ist (§ 152 Abs. 1 StPO). Eingeschränkt wir die Offizialmaxime durch die Antrags- und die Ermächtigunsgdelikte, bei denen die Staatsanwaltschaft nicht allein über die Anklage entscheiden kann. Eine Ausnahme bilden die Privatklagedelikte, die der Verletzte selbst ohne vorherige Anhörung der Staatsanwalt verfolgen kann (§ 374 StPO).
Historisch existierten auch Strafverfahren mit Dispositionsmaxime, so der in der Constitutio Criminalis Carolina angelegte Akkusationsprozess.
Zudem sind Staatsanwaltschaft (§ 152 Abs. 2 StPO) und Polizei (§ 163 Abs. 1 StPO) nach dem Legalitätsprinzip verpflichtet, wegen aller verfolgbarer Straftaten einzuschreiten, sofern zureichende tatsächliche Anhaltspunkte vorliegen. Die Staatsanwaltschaft muss bei hinreichendem Tatverdacht anklagen (§ 170 Abs. 1 StPO).

## Anglo-amerikanisches Prozessrecht
In den meisten Ländern des angelsächsischen Rechtskreises wird hingegen auch der Strafprozess im Wesentlichen als Parteiprozess aufgefasst, in dem die Dispositionsmaxime gilt und sich Staatsanwaltschaft und Angeklagter wie in einem zivilen Rechtsstreit als Parteien gegenüberstehen.
Die Dispositionsmaxime ist nicht zu verwechseln mit dem Beibringungs- oder Verhandlungsgrundsatz, der nicht die Verfügung über den Streitgegenstand, sondern die Sachverhaltsermittlung betrifft und besagt, dass das Gericht an die von den Parteien vorgebrachten Tatsachenbehauptungen und Beweismittel gebunden ist.